# Ende (Flores)
Ende ist eine Hafenstadt an der Südküste der Insel Flores in Indonesien und Hauptstadt des Regierungsbezirks Ende (Ost-Nusa Tenggara).

## Geographie
Ende liegt am Fuße der Berge Iya, Ipi, Meja und Wongge, an der Südküste von Flores, an der Sawusee. Die Buchten von Ende, Ipi und Mbuu sind beliebte Strände.

## Einwohner
Ende hat 60.000 Einwohner. Die Bewohner der Region gehören mehrheitlich zum Volk der Li'o-Ende, welche Li'o sprechen.

## Geschichte
Die ersten Europäer in der Region waren die Portugiesen, die mehrere Stützpunkte auch auf Flores gründeten. 1601 belagerten Einheimische die Portugiesen in Ende. Nominell hatten die Portugiesen zwar die Oberhoheit, die wirkliche Regierungsgewalt hatten aber einheimische Rajas inne. Ende war der Sitz eines Königreiches, das gegen Ende des 18. Jahrhunderts existierte.
1851 verkaufte der portugiesische Gouverneur José Joaquim Lopes de Lima, ohne Autorisation aus Lissabon, Maumere und andere Gebiete auf den Kleinen Sundainseln, die unter portugiesischer Oberhoheit standen, für 200.000 Florins an die Niederlande. Lissabon erkannte den Verkauf nicht an und ließ Lopes verhaften. Er starb auf der Rückfahrt nach Europa. Ab 1854 wurden die Vereinbarungen neu verhandelt. Im Vertrag von Lissabon wurde der Verkauf schließlich bestätigt. Die Ratifizierung erfolgte 1859. Gemäß dem Vertrag konnte die Bevölkerung ihren katholischen Glauben behalten.
In den Kriegen von Watu Api und Mari Longa (1916–1917) führte Nipa Do Rebellionen gegen die niederländischen Kolonialherren. Im Jahr 1934 wurde der nationale Führer Sukarno, der später der erste Präsident Indonesiens werden sollte, von der niederländischen Kolonialregierung nach Ende ins Exil geschickt.

## Verkehr

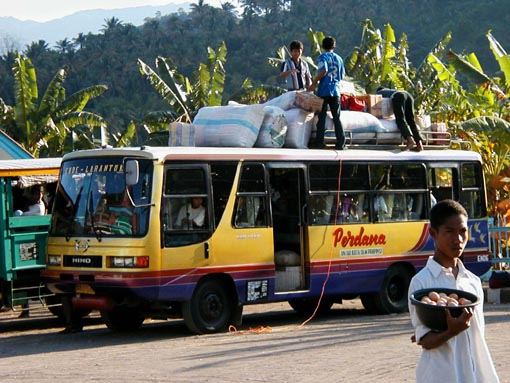
Bus in Ende

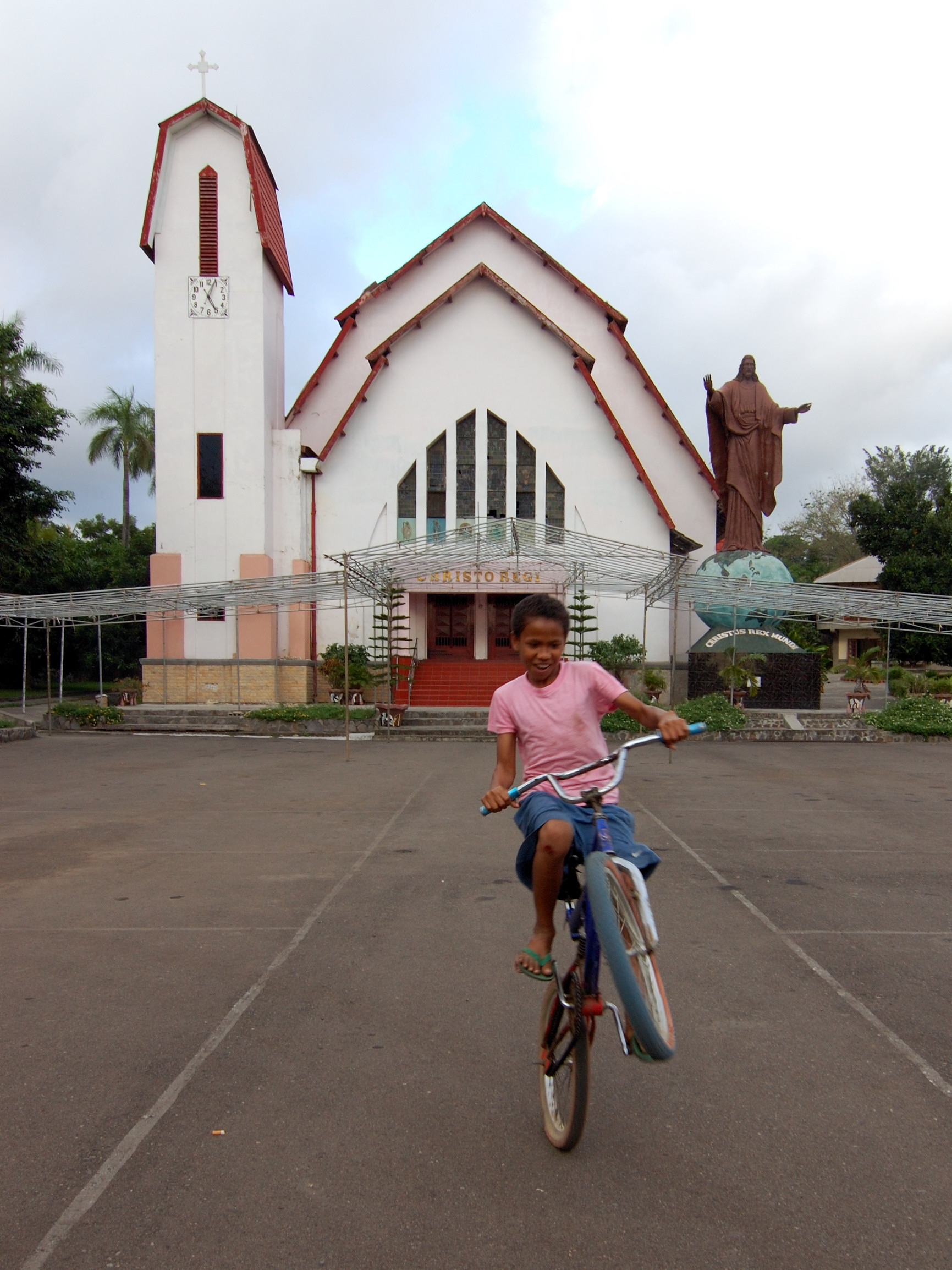
Christ-König-Kathedrale in Ende

Ende verfügt über den Flughafen H. Hasan Aroeboesman mit Verbindungen nach Kupang, Labuan Bajo und Denpasar über Bima. Mit der Fähre kann man nach Surabaya und Kupang reisen.

## Gebäude
Das Bung Karno Museum ist der ehemalige Wohnsitz von Sukarno, in dem er während seines Exils in Ende lebte. Die meisten der alten Möbel sind immer noch da.
Die Christ-König-Kathedrale ist der Sitz des römisch-katholischen Erzbistums Ende.